# Odorrana macrotympana
Espèce
Synonymes
- Rana macrotympana Yang, 2008

Odorrana macrotympana est une espèce d'amphibiens de la famille des Ranidae.

## Répartition
Cette espèce est endémique du Yunnan en République populaire de Chine. Elle se rencontre dans le bassin de l'Irrawaddy dans la préfecture de Dehong. 
Sa présence est incertaine dans le nord de la Birmanie.

## Publication originale
- Yang & Rao, 2008 : Amphibia Amphibia and Reptilia of Yunnan. Yunnan Publishing Group Corporation, Yunnan Science and Technology Press, Kunming, p. 12-152.